# Assenagon Asset Management
Die Assenagon Asset Management S.A. ist ein auf Fonds-Management spezialisiertes Finanzdienstleistungsunternehmen. Der Hauptsitz der Gesellschaft ist in Niederanven in Luxemburg, mit Standorten in München, Zürich und Frankfurt. Sie wurde 2007 von Hans Günther Bonk und Vassilios Pappas gegründet.

## Geschichte
2007 gründeten Hans Günther Bonk und Vassilios Pappas die Assenagon Asset Management S.A. in Luxemburg und eröffneten ein Jahr später die Zweigniederlassung in München. Noch im Jahr 2007 erhielt das Unternehmen die Lizenzerteilung durch die CSSF für OGAW-Fonds. Im Juni 2013 folgte die Gründung der Assenagon Schweiz GmbH und eine Repräsentanz in Zürich wurde eröffnet. 2014 bekam das Unternehmen die Lizenz für die Verwaltung von Alternativen Investmentfonds (AIF). Im April 2015 kam in Frankfurt ein zweiter Standort in Deutschland dazu.
Das Unternehmen hat mehr als 90 Mitarbeiter und verwaltet ein Vermögen von über 72 Milliarden Euro (Stand: 31. Dezember 2024). Die Gesellschaft ist Mitglied im Bundesverband Investment und Asset Management (BVI) und der Association of the Luxemburg fund industry (ALFI).

## Produkte und Auszeichnungen
Die von der Gesellschaft aufgelegten Fonds wurden mehrfach ausgezeichnet, u. a.:
- Der Assenagon I Multi Asset Conservative u. a. mit dem €uro FundAward 2023, 2024 und 2025[5] und dem Refinitiv Lipper Award 2023, 2024[6],
- Der Assenagon Alpha Premium mit dem UCITS Hedge Award 2021[7] und
- Der Assenagon Alpha Volatility mit dem UCITS Hedge Award 2019[8].